# Francisco Badaró Júnior
Francisco Badaró Júnior (Minas Novas, 22 de dezembro de 1892 - Belo Horizonte, 18 de janeiro de 1970) foi um político brasileiro do estado de Minas Gerais.
Filho de Francisco Coelho Duarte de Badaró e de Luísa Nogueira Badaró. Seu avô, Francisco Coelho Duarte, comandou tropas legalistas na Revolução de 1842 e passou a assinar-se também Badaró em homenagem ao jornalista liberal João Batista Líbero Badaró, assassinado em São Paulo durante o Primeiro Reinado. Seu pai, juiz de profissão, foi deputado por Minas Gerais à Assembleia Nacional Constituinte de 1891, deputado federal até 1893 e embaixador no Vaticano. Sua mãe era filha de José Bento Nogueira, influente político mineiro, senador estadual de 1895 a 1898. 
Fez os estudos primários em sua cidade natal e os preparatórios no Seminário de Diamantina (MG), diplomando-se, em 1917, pela Faculdade de Medicina do Rio de Janeiro.
Iniciou sua carreira política como prefeito de Minas Novas e deputado estadual de Minas Gerais de 1927 até a Revolução de 1930.  Em outubro de 1934, elegeu-se deputado à Assembléia Constituinte de seu estado, participando em 1935 da elaboração da nova Carta mineira, promulgada em junho desse ano. Exerceu o mandato até novembro de 1937, quando, com a implantação do Estado Novo, foram dissolvidos os órgãos legislativos do país. Ainda nesse ano voltou a assumir, nomeado por Getúlio Vargas, a prefeitura de  Minas Novas, permanecendo no cargo até 1945, quando se iniciou o processo de redemocratização do país.
Organizadas novas agremiações políticas, filiou-se ao Partido Social Democrático (PSD), em cuja legenda se elegeu, novamente, em janeiro de 1947, deputado à Assembléia Constituinte mineira. Participou dos trabalhos constituintes e, com a promulgação da nova Carta estadual em julho do mesmo ano, teve seu mandato prorrogado até janeiro de 1951. Deixando a Assembléia, tornou-se chefe de gabinete do ministro da Justiça do presidente Vargas, Francisco Negrão de Lima, assumindo interinamente o ministério de fevereiro a março de 1951 e de junho a novembro de 1952. Deixou a chefia de gabinete em junho de 1953, quando Negrão de Lima foi substituído por Tancredo Neves.
No pleito de outubro de 1954, concorreu à Câmara dos Deputados por Minas Gerais na legenda do PSD, obtendo apenas uma suplência. Exerceu, no entanto, o mandato de junho de 1956 até o fim da legislatura. Em outubro de 1958, voltou a eleger-se deputado federal, permanecendo na Câmara de fevereiro do ano seguinte a janeiro de 1963. Ainda neste ano, dirigiu o Departamento Nacional da Criança do Ministério da Educação e Cultura, e, de 1966 a 1970, o Instituto de Previdência dos Servidores do Estado de Minas Gerais, no governo de Israel Pinheiro.
Faleceu em Belo Horizonte no dia 18 de janeiro de 1970.
Foi casado com Gelcira Paulino Badaró, com quem teve quatro filhos, entre eles o ex-deputado federal, Senador e Ministro Murilo Badaró.
Dá nome ao Município Mineiro de Francisco Badaró. 
   FONTES: ARQ. NAC. Relação; ASSEMB. LEGISL. MG. Dicionário biográfico; CÂM. DEP. Deputados; CÂM. DEP. Deputados brasileiros. Repertórios (1955-1959, 1959-1963); CÂM. DEP. Relação dos dep.; CONSULT. MAGALHÃES, B.; COUTINHO, A. Brasil; Encic. Mirador; ENTREV. BADARÓ, M.; Grande encic. Delta; HORTA, C. Famílias; Rev. Arq. Públ. Mineiro (12/76); TRIB. SUP. ELEIT. Dados (1, 2, 3 e 4). 